# Камени кип Светог Тројства у Апатину
Камени кип Светог Тројства у Апатину, налази се у улици Српских владара поред римокатоличке цркве Узнесења Маријиног и представља непокретно културно добро као споменик културе.
Кип је подигнут 1900. године. Фигуралну представу светог Тројства одликује реалистичка обрада фигура, а декоративни детаљи изведени су у духу сецесије.